# La Puebla de Almoradiel
La Puebla de Almoradiel és un municipi de la província de Toledo, a la comunitat autònoma de Castella la Manxa. Limita amb Corral de Almaguer, Villanueva de Alcardete, Quintanar de la Orden, Miguel Esteban, Quero i La Villa de Don Fadrique.

## Demografia
| 1996  | 1998  | 1999  | 2000  | 2001  | 2002  | 2003  | 2004  | 2005  | 2006  | 2007  |
| ----- | ----- | ----- | ----- | ----- | ----- | ----- | ----- | ----- | ----- | ----- |
| 5.360 | 5.374 | 5.374 | 5.380 | 5.422 | 5.507 | 5.548 | 5.594 | 5.715 | 5.770 | 7.130 |

## Administració
| Període      | Nom de l'alcalde/-essa             | Partit polític | Data de possessió |
| ------------ | ---------------------------------- | -------------- | ----------------- |
| 1979 - 1983  | Pablo Camacho García-Tenorio       | UCD            | 19/04/1979        |
| 1983 - 1987  | Apolonio Recuero Villajos          | PCE            | 28/05/1983        |
| 1987 - 1991  | Apolonio Recuero Villajos          | IU             | 30/06/1987        |
| 1991 - 1995  | Apolonio Recuero Villajos          | IU             | 15/06/1991        |
| 1995 - 1999  | Antonio Desiderio Sepúlveda Toledo | PP             | 17/06/1995        |
| 1999 - 2003  | Apolonio Recuero Villajos          | IU             | 03/07/1999        |
| 2003 - 2007  | Antonio Desiderio Sepúlveda Toledo | PP             | 14/06/2003        |
| 2007 - 2011  | Vicente Enrique Nieto Torres       | PSOE           | 16/06/2007        |
| 2011 - 2015  | n/d                                | n/d            | 11/06/2011        |
| 2015 - 2019  | n/d                                | n/d            | 13/06/2015        |
| 2019 - 2023  | n/d                                | n/d            | 15/06/2019        |
| Des del 2023 | n/d                                | n/d            | 17/06/2023        |